# Conus daucus
Conus daucus är en havslevande snäckart som beskrevs av Christian Hee Hwass 1792. Conus daucus ingår i släktet Conus och familjen kägelsnäckor. Snäckan blir 1,9 till 6,6 centimeter lång och förekommer i västra Atlanten, från USA till Brasilien.

## Bildgalleri

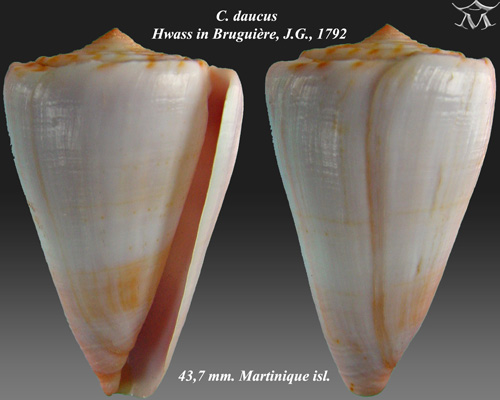
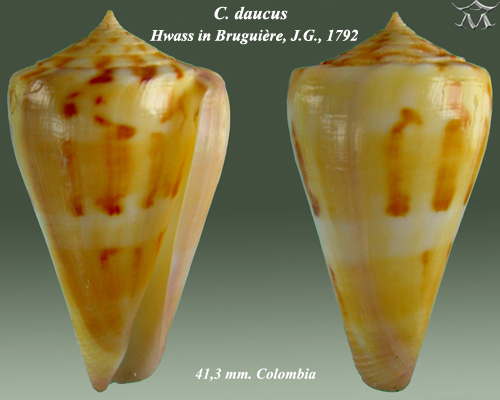